# Paul Bernay
Pour les articles homonymes, voir Bernay.
Paul Bernay, né le 11 mai 1847 à Orléans et mort le 20 avril 1883 à Paris, est un caricaturiste et dessinateur-lithographe français.

## Biographie
Né le 11 mai 1847 à Orléans, rue des Carmes, Paul Henri Bernay est le fils de Thèrèse Camille Bernay, née Imbault, et de Jean Pierre Hippolyte Bernay, négociant.
Dessinateur, il réalisa à partir de 1867 des dessins humoristiques, notamment sous forme de silhouettes, ainsi que des caricatures, signés « P. Bernay » ou « Candide », dans la presse parisienne.
Il mourut à l'âge de 35 ans chez sa mère, au no 7 du boulevard Barbès, le 20 avril 1883.

## Collaborations dans la presse
- Le Bouffon (1867)
- Le Charivari (1867, 1872-1873)[1]
- Le Frondeur (1882-1883)[2]
- Le Grelot[2]
- La Guêpe (1871-1872)[2]
- Le Hanneton[3]
- Journal amusant (1873-1876, 1878, 1880-1882)[4]
- La Lune rousse[5]
- Le Petit Journal pour rire (1878)[6]
- Le Sifflet[7]

Quelques œuvres de Paul Bernay
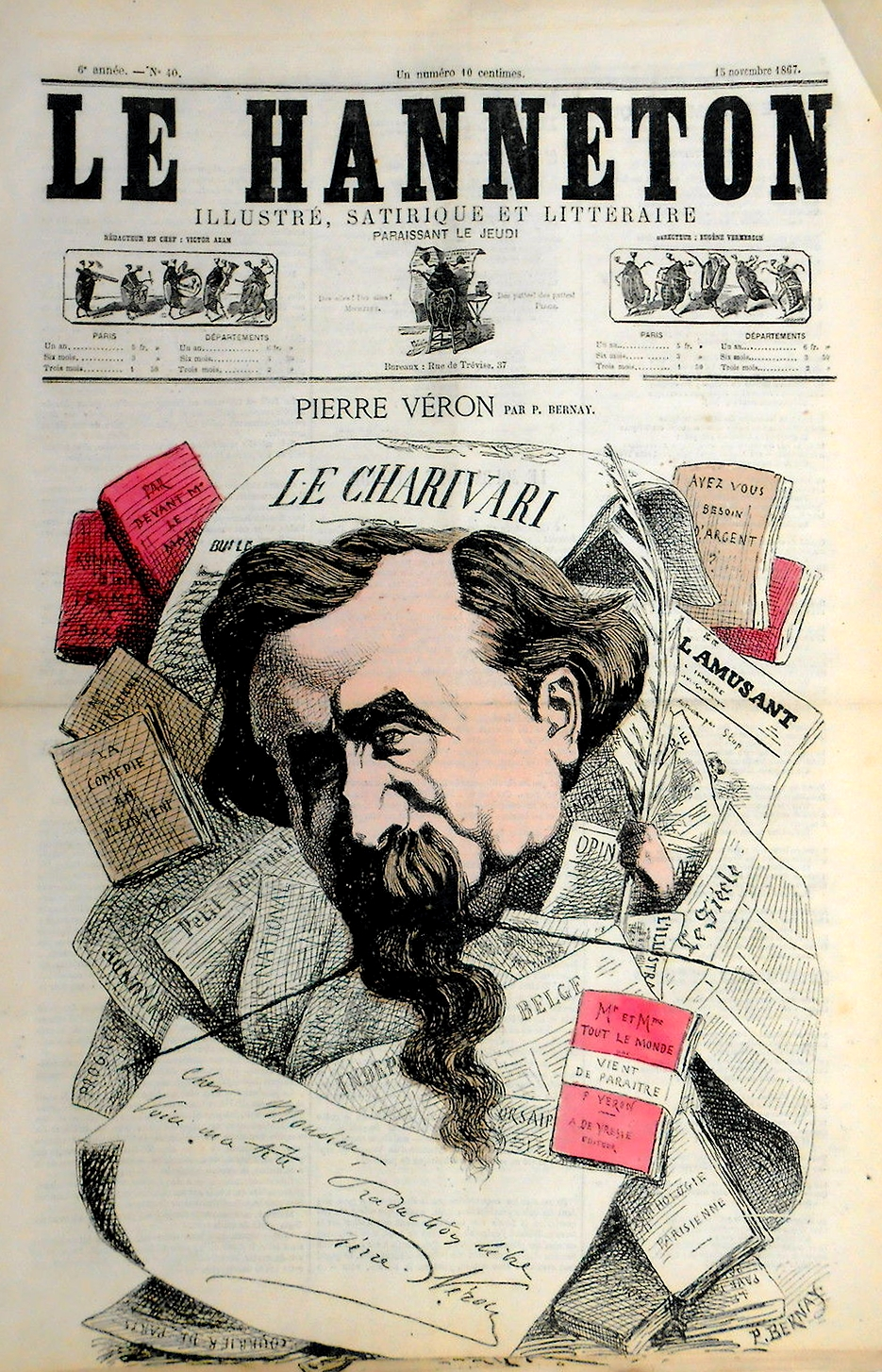
Caricature de Pierre Véron (Le Hanneton, 15 novembre 1867)
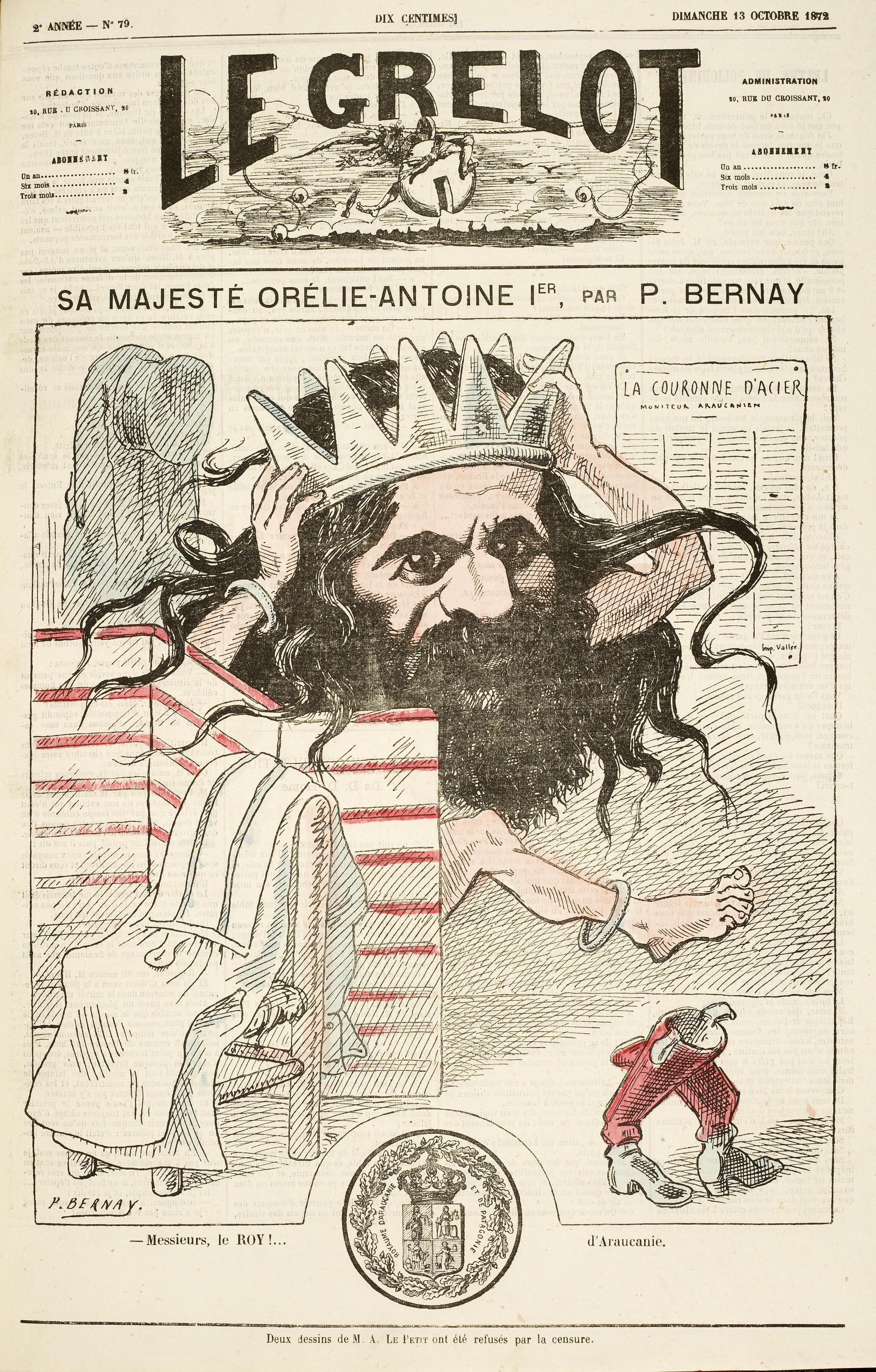
Caricature d'Antoine de Tounens (Le Grelot, 13 octobre 1872)